# 科洛弗系列
《科洛弗》（英語：Cloverfield）是一系列美國科幻電影，由J·J·亞柏拉罕創作及監製，首部曲為在2008年1月17日上映的偽紀錄片《科洛弗檔案》。精神續集為2016年3月11日上映的《科洛弗10號地窖》。第三部電影《科洛弗悖論》於2018年2月4日上映。

## 電影

### 《科洛弗檔案》（2008）
2008年發行的偽紀錄片《科洛弗檔案》為系列中的首部曲，由J·J·亞柏拉罕與布萊恩·柏克監製，德魯·戈達德編劇，馬特·里夫斯執導。該電影的主軸為一段使用家用攝影機拍攝的影片，敘述在六個年輕的紐約市民在舉行歡送派對時，發生了一場地震，眾人逃離的同時發現一隻巨大的怪物正在攻擊城市。《科洛弗檔案》上映後獲得影評人廣泛的回響，並以2500萬美元的預算，收穫了1.78億美元的票房。

### 《科洛弗10號地窖》（2016）
第二部電影為2016年科幻驚悚片《科洛弗10號地窖》，由丹·崔克坦伯格執導，J·J·亞柏拉罕及琳賽·韋柏擔任製片人，喬希·坎貝爾、馬特·史托肯與達米恩·查澤雷編劇。電影於2014年10月20日在路易斯安那州的紐奧良開始拍攝，且在拍攝時只搭了一個景。12月在哈恩維爾拍攝爆炸、火災和煙霧等場景，12月15日結束。

### 《科洛弗悖論》（2018）
《科洛弗悖論》為系列中的第三部電影，由朱利斯·歐納執導，歐倫·烏澤爾及道格·姜格撰寫劇本，拍攝在2016年6月10日開始。電影排定於2017年10月27日在美國廣泛上映。劇情描述人類發現一種可以產生永續能源的全新物質，但要使用的全新物質有太多問題及不穩定，最糟甚至可能會導致地球消失，所以人類決定在太空啟動，多次嘗試最後成功啟動物質時卻造成空間站穿越維度，穿越維度後遇到了各種懸疑驚悚事件。電影的發行日改為2018年2月4日，並改於Netflix發行。

## 發行

### 評價
| 電影               | 爛番茄           | Metacritic       | CinemaScore    |   |
| ------------------ | ---------------- | ---------------- | -------------- | - |
| 電影               | 《科洛弗檔案》   | 77%（199篇評論） | 64（37篇評論） | C |
| 《科洛弗10號地窖》 | 90%（257篇評論） | 76（43篇評論）   | B-             |   |
| 《科洛弗悖論》     | 17%（107篇評論） | 37（27篇評論）   | -              |   |

### 票房
| 電影               | 上映日期 （美國） | 票房收入          | 票房收入         | 票房收入         | 票房收入         | 製作預算    | 參考資料 |
| 電影               | 上映日期 （美國） | 首週票房 （美國） | 北美             | 其他地區         | 全世界           | 製作預算    | 參考資料 |
| ------------------ | ----------------- | ----------------- | ---------------- | ---------------- | ---------------- | ----------- | -------- |
| 《科洛弗檔案》     | 2008年1月18日     | 40,058,229美元    | 80,048,433美元   | 90,715,593美元   | 170,764,026美元  | 2,500萬美元 | [ 17 ]   |
| 《科洛弗10號地窖》 | 2016年3月11日     | 24,727,437美元    | 72,082,998美元   | 36,203,423美元   | 108,286,421美元  | 1,500萬美元 | [ 18 ]   |
| 《科洛弗悖論》     | 2018年2月4日      | -                 | -                | -                | -                | 4500萬美元  | [ 19 ]   |
| 總計               | 總計              | 總計              | $152,131,431美元 | $126,919,016美元 | $279,050,447美元 | 8,500萬美元 | [ 20 ]   |